# Spaniblennius clandestinus
Spaniblennius clandestinus är en fiskart som beskrevs av Hans Bath och Wirtz, 1989. Spaniblennius clandestinus ingår i släktet Spaniblennius och familjen Blenniidae. Inga underarter finns listade i Catalogue of Life.